# Франко, Иван (футболист)
Ива́н Рене́ Фра́нко Ди́ас (исп. Iván René Franco Díaz; родился 16 апреля 2000, Ибикуи) — парагвайский футболист, атакующий полузащитник клуба «Либертад» и национальной сборной Парагвая.

## Клубная карьера
Иван Франко является воспитанником академии клуба «Либертад», откуда перешёл из футбольной школы «Футбол Дримз». 2 февраля 2018 года дебютировал в основном составе «Либертада» в матче парагвайской Примеры против «Спортиво Лукеньо». 4 марта 2018 года забил свой первый гол на профессиональном уровне в матче против клуба «3 февраля», который закончился победой «Либертада» со счётом 4:1. 13 марта 2018 года дебютировал в Кубке Либертадорес в матче против аргентинского клуба «Атлетико Тукуман».
7 января 2023 года Франко был арендован клубом MLS «Хьюстон Динамо» до конца сезона 2023. В высшей лиге США дебютировал 25 февраля 2023 года в матче стартового тура сезона против «Цинциннати». 27 мая в матче против «Остина» забил свой первый гол в MLS. После окончания срока аренды Франко вернулся в «Либертад».

## Карьера в сборной
С 2018 по 2019 год выступал за сборную Парагвая до 20 лет. 10 сентября 2019 года дебютировал в составе главной сборной Парагвая в матче против сборной Иордании.

## Стиль игры
Франко играет в роли плеймекера или «десятки», отличается скоростью, хорошим пасом и дриблингом.

## Достижения
«Либертад»
- Чемпион Парагвая: апертура 2021, апертура 2022
- Обладатель Кубка Парагвая: 2019

«Хьюстон Динамо»
- Обладатель Открытого кубка США: 2023